# Ренато Луїз Родрігес Маркес
Ренато Луїз Родрігес Маркес (Renato Luiz Rodrigues Marques) (4 березня 1944, Ріо-Гранде, Бразилія) — бразильський дипломат. Надзвичайний і Повноважний Посол Федеративної Республіки Бразилія в Києві (Україна).

## Біографія
Народився у 1944 році в Ріо-Гранде (Бразилія). Закінчив Дипломатичний інститут ім. Ріо Бранко при МЗС Бразилії, Джорджтаунський університет та Вільний Університет в Брюсселі.
З 1970 по 1973 — помічник начальника відділу країн Азії та Океанії та відділу Східної Європи МЗС Бразилії.
З 1973 по 1976 — другий секретар та Тимчасовий повірений у Представництві Бразилії в Латиноамериканській асоціації вільної торгівлі (Монтевідео, Уругвай).
З 1976 по 1980 — другий, перший секретар Посольства Бразилії в США.
З 1980 по 1983 — начальник відділу розповсюдження документів та відділу систематизації та інформатизації МЗС Бразилії.
З 1983 по 1987 — радник Представництва Бразилії в Європейському Союзі.
З 1987 по 1989 — радник Представництва Бразилії в Латиноамериканській асоціації інтеграції (Монтевідео, Уругвай).
З 1991 по 1992 — заступник начальника Департаменту сприяння торгівлі та начальник відділу торговельних операцій МЗС Бразилії.
З 1992 по 1993 — секретар з питань зовнішньої торгівлі Міністерства науки та технологій Бразилії.
З 1994 по 1999 — начальник департаменту латиноамериканської інтеграції МЗС Бразилії.
З 1999 по 2002 — Генеральний консул Бразилії в Барселоні.
З 2003 по 2009 — Надзвичайний і Повноважний Посол Федеративної Республіки Бразилія в Києві (Україна).